# Abzeichen für gutes Wissen

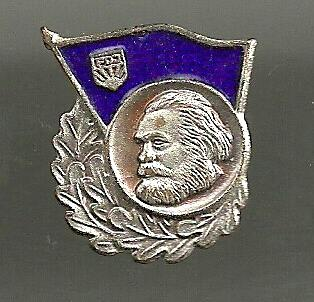
Abzeichen für Gutes Wissen in Silber – Variante 4

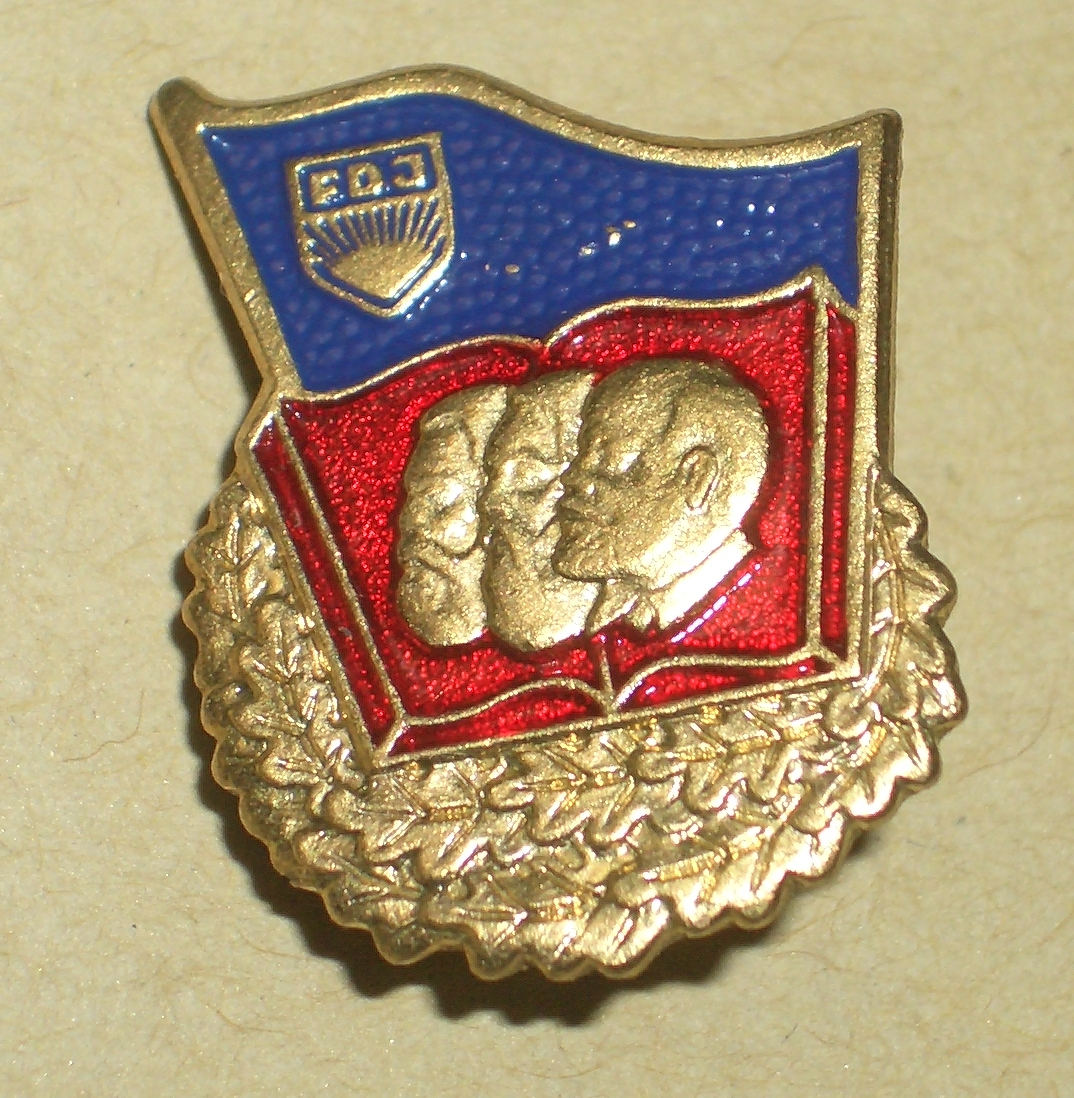
Das Goldene Abzeichen für gutes Wissen in Gold der fünften und letzten Variante

Das Abzeichen für gutes Wissen war in der Deutschen Demokratischen Republik (DDR) eine nichtstaatliche Auszeichnung der Freien Deutschen Jugend (FDJ), welche im Oktober 1949 durch den Zentralrat der FDJ durch ihren Vorsitzenden Erich Honecker in drei Stufen, Bronze, Silber und Gold gestiftet wurde. Die Verleihungen erfolgten am Ende der FDJ-Studienjahre nach einer erfolgreich abgelegten Prüfung.

## Fertigungsvarianten

### Erste Variante (1949–1954)
Noch im Stiftungsmonat Oktober 1949 erhielten die ersten Mitglieder des Zentralrates der FDJ die ersten Varianten dieses Abzeichens, das Abzeichen für gutes Wissen. Es zeigt mittig ein aufgeschlagenes Buch mit der erhaben geprägten zweizeilige goldenen Inschrift: FÜR GUTES / WISSEN und war ein hohlgeprägtes Abzeichen, ca. 30 mm hoch und 22 mm breit. Dahinter war eine wehende blau emaillierte FDJ-Flagge zu sehen. Vom unteren Rand des Buches ausgehend war ein links geschwungener Lorbeerzweig zu sehen, der bis an die Oberkante des Buchs bzw. dem Fahnenbeginn reichte. Diese Version ähnelt dem hier gezeigten Exemplar. Die Rückseite des Abzeichens zeigt dagegen eine senkrecht verlötete Nadel mit Gegenhaken sowie eine eingeprägte Verleihungsnummer.

### Zweite Variante (1955–1956)
Die zweite Variante dieses Abzeichens ähnelt der ersten, nur war sie etwas größer gehalten und massiv geprägt. Es ist nun 32 mm hoch, 25 mm breit und zeigt zusätzlich auf dem Lorbeerkranz ein blaues Schriftband, auf welchem in Farbe der Verleihungsstufe (Bronze, Silber oder Gold) das Jahr der Verleihung 1955 oder 1956 zu lesen war. Die Rückseite des Abzeichens zeigt dagegen auch hier wieder eine senkrecht verlötete Nadel mit Gegenhaken sowie eine eingeschlagene Verleihungsnummer.
Dabei sind wiederum zwei Varianten bekannt. 1. die Verleihungsnummerist direkt rechts neben der Nadel eingeschlagen, 2. die Verleihungsnummer wurde auf einen 15 × 7 mm großen Metallstreifen eingeschlagen der erhaben links neben der Nadel aufgelötet ist.

### Dritte Variante (1957–1961)
Die Dritte Variante des Abzeichens für gutes Wissen kehrte wieder zum Ursprung zurück. Das aufgeprägte Verleihungsjahr samt Schriftband auf dem Lorbeerzweig verschwand; ebenso die Verleihungsnummer auf der Rückseite, allerdings weiterhin mit quer liegender Nadel und Gegenhaken. Auch die Größe des Abzeichens änderte sich rapide. Es war jetzt nur noch 20,5 mm hoch und ca. 17,5 mm breit. Das Aussehen mit der Symbolik blieb gleich.

### Vierte Variante (1962–1975)
Die vierte Variante des Abzeichens brachte eine Änderung des Aussehens mit sich. Während die Größe im Vergleich zur dritten Variante gleich blieb, trat an die Stelle des Buches nun das Kopfporträt von Karl Marx in einem runden Medaillon, welches weiterhin vor der wehenden Fahne der FDJ abgebildet war. Die Rückseite des Abzeichens zeigt dagegen eine querverlötete Nadel mit Gegenhaken.

### Fünfte Variante (1976–1990)
Die fünfte und letzte Variante des Abzeichens für gutes Wissen wurde 1976 vom X. Parlament der FDJ beschlossen. Es zeigte eine erneute Änderung in der Ausgestaltung der Vorderseite. Das Abzeichen für gutes Wissen war nun 22 mm hoch und 15 mm breit und zeigte statt des Kopfporträts von Karl Marx nun wieder ein aufgeschlagenes rotes Buch mit den drei Köpfen von Marx, Friedrich Engels und Lenin. Die Rückseite des Abzeichens zeigt dagegen auch hier wieder eine querverlötete Nadel mit Gegenhaken.
Sowohl Lorbeerzweig, die Konturen des Buches sowie das Buch in den früheren Varianten des Abzeichens und die Umrisse der FDJ-Flagge waren stets in der Farbe der verliehenen Stufe gehalten, also entweder bronzen, silbern oder golden. Getragen wurde das Abzeichen stets in der höchsten verliehenen Stufe an der linken Brustseite.